# فاطمة رهبر
فاطمة رهبر (بالفارسية: فاطمه رهبر)‏ (طهران 1964 - 2020) سياسية من إيران. عضو لعدة دورات في مجلس الشورى الإسلامي الإيراني (البرلمان). توفيت يوم 7 مارس 2020 سبب الوفاة	المرض التنفسي الحاد المرتبط بفيروس كورونا المستجد 2019.